# Lao đa kháng thuốc
Lao đa kháng thuốc (MDR-TB) là một dạng nhiễm lao (TB) do vi khuẩn kháng với điều trị bằng ít nhất hai loại thuốc chống lao hàng đầu mạnh nhất: isoniazid (trong phác đồ thường viết tắt là INH hay H) và rifampicin (RIF, R). Một số dạng bệnh lao cũng kháng thuốc chống lao hàng hai và được gọi là bệnh lao siêu kháng thuốc (XDR-TB).
Bệnh lao do vi khuẩn Mycobacterium tuberculosis gây nên. Gần như cứ 4 người trên thế giới thì có một người bị nhiễm vi khuẩn lao (số liệu WHO năm 2013). Chỉ khi vi khuẩn hoạt động thì người nhiễm lao mới tính là bị mắc bệnh lao. Vi khuẩn trở nên hoạt động do các nguyên nhân mà làm suy giảm khả năng miễn dịch của người đó, chẳng hạn như nhiễm HIV, tuổi cao, tiểu đường hoặc các bệnh suy giảm miễn dịch khác. Điều trị  lao nhạy cảm (lao không kháng thuốc) bằng một liệu trình gồm 4/5 loại thuốc chống lao hàng đầu (isoniazid, rifampin, pyrazinamide, ethambutol và streptomycin). (nguồn: ghi có 4 loại thuốc chống lao hàng đầu, nguồn (theo WHO): ghi là 5 loại thuốc)
Tuy nhiên, từ khi xuất hiện phương pháp điều trị bệnh lao bằng kháng sinh vào năm 1943, một số chủng vi khuẩn lao đã phát triển khả năng kháng thuốc chống lao hàng đầu thông qua những thay đổi di truyền Hiện nay phần lớn các trường hợp lao đa kháng là do một dòng vi khuẩn lao có tên là dòng Beijing. Quá trình kháng thuốc này sẽ tăng tốc nếu sử dụng các phương pháp điều trị không đúng hoặc không đủ dẫn đến sự phát triển và lan rộng của bệnh lao đa kháng thuốc (MDR-TB). Điều trị không đúng hoặc không đầy đủ có thể do dùng sai thuốc, chỉ dùng một loại thuốc (theo WHO 2010, điều trị tiêu chuẩn là ít nhất hai 2 thuốc; theo QUYẾT ĐỊNH VỀ VIỆC BAN HÀNH CẬP NHẬT HƯỚNG DẪN ĐIỀU TRỊ LAO KHÁNG THUỐC - Bộ Y Tế Việt Nam: phối hợp ít nhất 3 loại thuốc chống lao trong giai đoạn tấn công và ít nhất 2 loại trong giai đoạn duy trì), hoặc không dùng thuốc đều đặn hoặc không đủ thời gian điều trị (cần điều trị trong vài tháng). Điều trị MDR-TB yêu cầu thuốc hàng hai (tức là fluoroquinolone, aminoglycoside và các loại khác), nói chung kém hiệu quả hơn, độc hơn và đắt hơn nhiều so với thuốc bậc một. Lịch trình điều trị MDR-TB liên quan đến fluoroquinolone và aminoglycoside có thể kéo dài trong 2 năm, so với 6 tháng điều trị bằng thuốc đầu tay và gây ra gánh nặng tài chính cho bệnh nhân: tại Hoa Kỳ, bệnh nhân phải tiêu tốn hơn 100.000 đô la Mỹ (khoảng 2 tỷ 480 triệu đồng, tỷ giá 11/2022) để điều trị lao kháng thuốc. Nếu các loại thuốc hàng hai này được kê đơn hoặc sử dụng không đúng cách, tình trạng kháng thuốc tiếp tục diễn ra, dẫn đến xuất hiện chủng lao siêu kháng thuốc (XDR-TB).
Các chủng lao kháng thuốc đã có sẵn trong quần thể, vì vậy MDR-TB có thể truyền trực tiếp từ người bị nhiễm bệnh sang người không bị nhiễm bệnh. Trong trường hợp này, một người trước đây không được điều trị trở thành bệnh nhân bị lao đa kháng mới (hay còn gọi là lao đa kháng tiên phát), chiếm 75% trường hợp lao đa kháng. Lao đa kháng ở bệnh nhân điều trị lại sau bỏ trị xuất hiện khi một người mắc chủng lao không kháng thuốc (lao nhạy cảm) điều trị không đầy đủ, dẫn đến sự tích lũy các đột biến kháng thuốc kháng sinh ở vi khuẩn lao. Những người này có thể lây nhiễm lao đa kháng cho người khác.
MDR-TB gây ra khoảng 600.000 ca mắc lao mới và 240.000 ca tử vong trong năm 2016 và MDR-TB chiếm 4,1% tổng số ca lao mới và 19% các ca được điều trị trước đó trên toàn thế giới. Trên toàn cầu, hầu hết các trường hợp MDR-TB xảy ra ở Nam Mỹ, Nam Phi, Ấn Độ, Trung Quốc và Liên Xô cũ.
Điều trị MDR-TB yêu cầu điều trị bằng thuốc chống lao hàng hai, thường là 4 loại thuốc chống lao trở lên trong tối thiểu 6 tháng và có thể kéo dài trong 18–24 tháng nếu xác đinh chủng lao của bệnh nhân có kháng rifampicin. Chương trình chống lao nếu thực hiện đầy đủ, tỷ lệ chữa khỏi MDR-TB có thể đạt tới 70%.

## Cơ chế kháng thuốc
Vi khuẩn lao có khả năng phòng vệ tự nhiên chống lại một số loại thuốc và có thể kháng thuốc thông qua đột biến gen. Vi khuẩn không có khả năng truyền gen kháng thuốc giữa các sinh vật thông qua plasmid (chuyển gen ngang). Một số cơ chế kháng thuốc bao gồm:
1. Thành tế bào: Thành tế bào của M. tuberculosis (TB) chứa các phân tử lipid phức tạp hoạt động như một hàng rào ngăn chặn thuốc xâm nhập vào tế bào.
2. Enzym biến đổi & bất hoạt thuốc: Bộ gen của TB mã hóa các enzym (protein) làm bất hoạt các phân tử thuốc. Các enzym này thường là các hợp chất thuốc phosphorylat, acetylat hoặc adenylat.
3. Hệ thống đẩy thuốc ra ngoài: Tế bào lao chứa các hệ thống phân tử chủ động bơm các phân tử thuốc ra khỏi tế bào.
4. Đột biến: Đột biến tiên phát trong bộ gen của TB có thể làm thay đổi các protein là các "mục tiêu" của thuốc, làm cho vi khuẩn kháng thuốc.[18]

Một ví dụ là đột biến ở gen rpoB mã hóa tiểu đơn vị beta của ARN polymerase của vi khuẩn. Ở bệnh lao không kháng thuốc, rifampin liên kết với tiểu đơn vị beta của RNA polymerase và phá vỡ quá trình kéo dài phiên mã. Đột biến trong gen rpoB làm thay đổi trình tự amino acid và cấu trúc cuối cùng của tiểu đơn vị beta. Trong trường hợp này, rifampin không còn có thể liên kết hoặc ngăn chặn quá trình phiên mã và vi khuẩn sẽ kháng thuốc.
Các đột biến khác làm cho vi khuẩn kháng các loại thuốc khác. Ví dụ, có nhiều đột biến tạo ra khả năng kháng isoniazid (INH), bao gồm các gen katG, inhA, ahpC,... Sự thay thế amino acid trong vị trí liên kết NADH của InhA rõ ràng dẫn đến kháng INH bằng cách ngăn chặn sự ức chế sinh tổng hợp acid mycolic của thành tế bào vi khuẩn. Đột biến trong gen katG làm cho enzyme catalase peroxidase không thể chuyển INH sang dạng có hoạt tính sinh học. Do đó, INH không hiệu quả và vi khuẩn kháng thuốc.  Việc phát hiện ra các mục tiêu mới rất cần thiết để khắc phục các vấn đề kháng thuốc.
Ở một số vi khuẩn lao, việc tiếp nhận các đột biến này có thể được giải thích bằng cơ chế đột biến trong bộ máy tái tổ hợp, nhận biết và sửa chữa DNA. Đột biến ở những gen này cho phép vi khuẩn có tỷ lệ đột biến cao hơn và tích lũy đột biến gây kháng thuốc nhanh hơn.

## Lao siêu kháng thuốc
Lao đa kháng thuốc có thể trở nên đề kháng với các nhóm thuốc chống lao hàng hai: fluoroquinolone (moxifloxacin, ofloxacin) và thuốc tiêm aminoglycoside hoặc polypeptide (amikacin, capreomycin, kanamycin). Khi bệnh nhân có vi khuẩn lao đa kháng thuốc (kháng ít nhất hai thuốc chống lao bao gồm rifampicin và isoniazid) lại đồng thời kháng cả với các thuốc uống nhóm fluoroquinolone và ít nhất là với một trong ba loại thuốc tiêm là capreomycin, kanamycin và amikacin, bệnh nhân bị lao siêu kháng thuốc (XDR-TB).

WHO đã sửa đổi các định nghĩa về lao tiền siêu kháng thuốc và lao siêu kháng thuốc vào năm 2021 như sau:
Lao tiền siêu kháng thuốc (Pre-XDR-TB): Lao gây ra bởi các chủng Mycobacterium tuberculosis (M.tuberculosis) đáp ứng định nghĩa về lao đa kháng thuốc (MDR-TB) và cũng kháng với bất kỳ fluoroquinolone nào.

Lao siêu kháng thuốc (XDR-TB): Lao gây ra bởi các chủng Mycobacterium tuberculosis (M. tuberculosis) đáp ứng định nghĩa về lao đa kháng thuốc (MDR/TB) hay lao kháng rifampicin (RR/TB) và cũng kháng với bất kỳ fluoroquinolone nào và ít nhất một loại thuốc Nhóm A bổ sung.

Các loại thuốc Nhóm A hiện này gồm levofloxacin hoặc moxifloxacin, bedaquiline và linezolid, do đó lao siêu kháng thuốc là lao đa kháng thuốc có khả năng kháng fluoroquinolone và ít nhất một trong hai thuốc bedaquiline hoặc linezolid (hoặc cả hai).
Trong một nghiên cứu về bệnh nhân MDR-TB từ năm 2005 đến 2008 ở nhiều quốc gia khác nhau, 43,7% đã kháng ít nhất một loại thuốc hàng hai. Khoảng 9% trường hợp MDR-TB kháng thuốc cả hai nhóm và được phân loại là XDR-TB.
Trong 10 năm qua, các chủng lao đã xuất hiện ở Italy, Iran, Ấn Độ và Nam Phi kháng tất cả các loại thuốc điều trị lao hàng đầu và hàng hai hiện có, được phân loại là bệnh lao kháng thuốc hoàn toàn, mặc dù có một số tranh cãi về thuật ngữ này. Mức độ kháng thuốc ngày càng tăng ở các chủng lao có nguy cơ làm phức tạp thêm các phương pháp tiếp cận y tế công cộng toàn cầu hiện nay đối với việc kiểm soát bệnh lao. Các loại thuốc mới đang được phát triển để điều trị các dạng kháng thuốc rộng rãi nhưng sẽ cần có những cải tiến lớn trong việc phát hiện, chẩn đoán và điều trị.

## Phòng ngừa
Có một số cách có thể ngăn chặn tình trạng kháng thuốc đối với bệnh lao và các vi khuẩn khác kháng thuốc:
1. Chẩn đoán và điều trị bệnh lao nhanh chóng: Một trong những yếu tố rủi ro lớn nhất đối với bệnh lao kháng thuốc là các vấn đề trong điều trị và chẩn đoán, đặc biệt là ở các nước đang phát triển. Nếu phát hiện sớm và điều trị bệnh lao thì có thể tránh được tình trạng kháng thuốc.
2. Hoàn thành điều trị: Điều trị bệnh lao trước đó là một dấu hiệu của MDR TB. Nếu bệnh nhân không hoàn thành quá trình điều trị bằng kháng sinh hoặc nếu bác sĩ không kê toa chế độ kháng sinh thích hợp, tình trạng kháng thuốc có thể phát triển. Ngoài ra, các loại thuốc có chất lượng kém hoặc ít hơn về số lượng, đặc biệt là ở các nước đang phát triển, góp phần gây ra bệnh lao đa kháng thuốc.
3. Phát hiện và chẩn đoán bệnh nhân nhiễm HIV/AIDS càng sớm càng tốt. Những bệnh nhân này thiếu khả năng miễn dịch để chống lại nhiễm trùng lao và có nguy cơ cao bị kháng thuốc.
4. Xác định những người tiếp xúc người nghi mắc lao: thành viên gia đình, những người tiếp xúc gần gũi, v.v.
5. Nghiên cứu: Cần có nhiều nghiên cứu và tài trợ trong chẩn đoán, phòng ngừa và điều trị bệnh lao và bệnh lao đa kháng thuốc.

Những người phản đối phương pháp điều trị bệnh lao trên thế giới, họ lý luận từ những quan niệm sai lầm về hiệu quả chi phí, không nhận thấy rằng lao đa kháng thuốc không chỉ là căn bệnh của người nghèo khổ ở những vùng khó khăn. Bệnh lây nhiễm và lây lan trong không khí. Chỉ điều trị cho một nhóm bệnh nhân dường như có vẻ tiết kiệm chi phí trong thời gian ngắn, nhưng sẽ là thảm họa cho tất cả mọi người trong thời gian dài.— Paul Farmer, 

### DOTS-Plus
DOTS là chương trình "Sử dụng hoá trị liệu ngắn ngày có giám sát trực tiếp" (Directly observed therapy of short course). Các chương trình điều trị dựa vào cộng đồng như DOTS-Plus, một phương pháp điều trị chuyên biệt cho MDR-TB có thành công đáng kể trên thế giới. Ở những địa phương này, các chương trình dựa trên DOTS đã được chứng minh là lựa chọn tốt để điều trị MDR-TB phù hợp ở các vùng nông thôn nghèo. Một ví dụ thành công là ở Lima, Peru, việc áp dụng chương trình đã giúp tỷ lệ khỏi bệnh đạt trên 80%.
Tuy nhiên, chương trình DOTS phát sinh nhiều vấn đề trong khâu quản lý khi áp dụng tại Cộng hòa Georgia vì chương trình này gắn liền với phát hiện trường hợp thụ động bằng cách soi đờm trực tiếp. DOTS cho phép bệnh nhân trực tiếp gặp các nhà cung cấp dịch vụ chăm sóc sức khỏe để xét nghiệm mà không cần tiến hành sàng lọc bắt buộc. Các nhà nhân chủng học y tế (chắng hạn như Erin Koch) đã chỉ ra, hình thức thực hiện này không phù hợp với mọi nền văn hóa. Các nhà nhân chủng học y tế cho rằng chiến lược DOTS phải được điều chỉnh liên tục sao cho phù hợp bối cảnh thực tiễn ở địa phương áp dụng.

## Điều trị
Thông thường, bệnh lao đa kháng thuốc có thể được chữa khỏi bằng các đợt điều trị kéo dài bằng thuốc chống lao hàng hai, nhưng những loại thuốc này đắt hơn thuốc hàng đầu và có nhiều tác dụng phụ hơn. Việc điều trị và tiên lượng của MDR-TB giống với điều trị ung thư hơn là điều trị nhiễm trùng. MDR-TB có tỷ lệ tử vong khoảng 15% khi điều trị, điều này còn phụ thuộc vào một số yếu tố, bao gồm:
1. Lao kháng bao nhiêu loại thuốc (càng ít càng tốt)
2. Bệnh nhân được dùng bao nhiêu loại thuốc (bệnh nhân được điều trị bằng 5 loại thuốc trở lên sẽ tốt hơn)
3. Trình độ chuyên môn và kinh nghiệm của bác sĩ
4. Mức độ hợp tác của bệnh nhân với việc điều trị (việc điều trị rất khó khăn và lâu dài, và đòi hỏi sự kiên trì và quyết tâm của bệnh nhân)
5. Bệnh nhân có dương tính với HIV hay không (đồng nhiễm HIV có liên quan đến gia tăng tỷ lệ tử vong).

Phần lớn bệnh nhân mắc bệnh lao đa kháng thuốc không được điều trị, vì họ ở các nước kém phát triển hoặc nghèo đói. Từ chối điều trị, hay bỏ điều trị vẫn là một vấn đề khó khăn, liên quan đến nhân quyền. Vì chi phí cao của các loại thuốc hàng hai khiến người nghèo không thể tiếp cận dịch vụ điều trị.
Nói chung, một liệu trình điều trị kéo dài từ nhiều tháng đến nhiều năm; MDR-TB có thể cần phẫu thuật và tỷ lệ tử vong vẫn cao mặc dù có điều trị tối ưu. Tuy nhiên, điều trị vẫn mang lại kết quả tốt.
Việc điều trị MDR-TB phải được thực hiện bởi các bác sĩ có kinh nghiệm trong điều trị MDR-TB. Tỷ lệ tử vong và bệnh tật ở những bệnh nhân được điều trị tại các trung tâm không chuyên khoa cao hơn đáng kể so với những bệnh nhân được điều trị tại các trung tâm chuyên khoa. Điều trị MDR-TB phải được thực hiện trên cơ sở là kháng sinh đồ: không thể điều trị cho những bệnh nhân nếu khống có kháng sinh đồ. Khi điều trị cho bệnh nhân nghi ngờ MDR-TB, trong khi chờ kết quả xét nghiệm kháng sinh đồ trong phòng thí nghiệm, bệnh nhân có thể bắt đầu dùng phác đồ SHREZ (Streptomycin + isoniazid (isonicotinyl Hydrazine)+ Rifampicin + Ethambutol + pyraZinamide) + moxifloxacin (MXF) cùng với cycloserine. Có bằng chứng cho thấy việc điều trị trước đó với một loại thuốc trong hơn một tháng có liên quan đến việc giảm hiệu quả của loại thuốc đó ngay cả khi xét nghiệm in vitro cho thấy vi khuẩn lao vẫn nhạy cảm.
Xét nghiệm GeneXpert MTB/RIF (một loại xét nghiệm sinh học phân tử) giúp phát hiện đột biến gen rpoB gây ra kháng rifampicin. Xét nghiệp này đóng vai trò là một dấu hiệu hữu ích đối với MDR-TB, vì tình trạng kháng R riêng lẻ rất hiếm (ngoại trừ khi bệnh nhân có tiền sử điều trị bằng rifampicin đơn thuần). Nếu kết quả thăm dò gen (rpoB) được biết là dương tính, thì việc bỏ qua R và chỉ sử dụng phác đồ SHEZ+ MXF + cycloserine là hợp lý. Lý do vẫn duy trì cho bệnh nhân dùng isoniazid (H) là vì H rất hiệu quả trong điều trị bệnh lao, tiếp tục duy trì H cho đến khi có bằng chứng vi sinh cho thấy H không hiệu quả (mặc dù tình trạng kháng H thường xảy ra với kháng R).
Để điều trị MDR-TB và lao kháng rifampicin (''RR/TB'') , hướng dẫn điều trị của WHO như sau: "khuyến cáo một liệu trình điều trị phối hợp ít nhất 5 loại thuốc lao hiệu quả trong giai đoạn tấn công, bao gồm pyrazinamide và 4 loại thuốc chống lao hàng hai chính. Trong 4 thuốc này có 1 thuốc được chọn từ Nhóm A, 1 thuốc từ Nhóm B và ít nhất 2 thuốc chọn từ Nhóm C3 (mức độ khuyến cáo, bằng chứng có độ chắc chắn rất thấp). Nếu số lượng loại thuốc chống lao có hiệu quả không đủ như đã nêu ở trên, bổ sung 1 thuốc từ Nhóm D2 và các thuốc khác từ Nhóm D3 để sao cho tổng số loại thuốc lên thành 5. Khuyến cáo rằng chế độ điều trị nên được tăng cường hơn nữa với liều cao H và/hoặc E (mức độ khuyến cáo, bằng chứng có độ chắc chắn rất thấp)." Các loại thuốc khuyên dùng như sau:
- Nhóm A: Fluoroquinolone (levofloxacin, moxifloxicin), linezolid, bedaquiline
- Nhóm B: clofazimine, cycloserine/terizidone
- Nhóm C: Các thuốc hàng hai khác (ethambutol, delamanid, pyrazinamide, imipenem-cilastatin/meropenem, amikacin/streptomycin, ethionamide/prothionamide, acid p-aminosalicylic)

Tháng 8 năm 2018, theo "Thông báo nhanh" (rapid communication) của WHO, những bệnh nhân lao kháng rifamcipin (RR-TB) hoặc đa kháng thuốc (MDR-TB) không có tiền sử sử dụng thuốc lao hàng hai và không kháng với nhóm fluoroquinolone (FQ) hoặc được coi là rất khó có khả năng kháng với FQ, có thể được điều trị bằng phác đồ ngắn hạn hơn (STR) gồm thuốc tiêm hàng hai (tốt nhất là dùng thuốc uống hoàn toàn) thay cho phác đồ dài hạn hiện hành. (khuyến cáo có điều kiện, bằng chứng có độ chắc chắn rất thấp)."
Một số chất bổ sung có thể hữu ích, sử dụng như là thuốc hỗ trợ trong điều trị bệnh lao, nhưng không đếm gộp vào số lượng loại thuốc chống lao khi dùng kèm thuốc điều trị MDR-TB (nếu đã có 4 loại thuốc trong liệu trình điều trị, có thể thêm arginin hoặc vitamin D hoặc cả hai, nhưng vẫn sẽ cần một loại thuốc chống lao khác để tạo ra 5 loại thuốc). Các chất bổ sung là: arginin, vitamin D, Dzherelo, V5 Immunitor.
Các loại thuốc được liệt kê dưới đây từng được sử dụng khi tìm mọi biện pháp nhưng không thể tìm được đủ 5 loại thuốc chống lao. Không chắc rằng các loại thuốc này có hiệu quả hay không. imipenem, amoxicillin/acid clavulanic, clofazimine, prochlorperazine, metronidazole.
Vào ngày 28 tháng 12 năm 2012, Cơ quan Quản lý Thực phẩm và Dược phẩm Hoa Kỳ (FDA) đã phê duyệt bedaquiline (được bán trên thị trường với tên Sirturo của Johnson & Johnson) để điều trị bệnh lao đa kháng thuốc, phương pháp điều trị mới đầu tiên sau 40 năm. Sirturo sẽ được sử dụng trong liệu pháp phối hợp cho những bệnh nhân đã thất bại với phương pháp điều trị tiêu chuẩn và không có lựa chọn nào khác. Sirturo là một chất ức chế adenosine triphosphate synthase (ATP synthase).
Các loại thuốc sau đây là các hợp chất thử nghiệm không có sẵn trên thị trường, nhưng có thể được lấy từ nhà sản xuất như một phần của thử nghiệm lâm sàng. Hiệu quả và độ an toàn của chúng vẫn chưa nghiên cứu: pretomanid (do Novartis sản xuất, được phát triển với sự hợp tác của TB Alliance), và delamanid.
57 quốc gia đã báo cáo kết quả những bệnh nhân bắt đầu điều trị lao siêu kháng thuốc (gồm 9258 bệnh nhân). 39% hoàn thành điều trị thành công, 26% bệnh nhân tử vong và 18% điều trị thất bại. Trong nghiên cứu thuần tập này, 84% case lao siêu kháng thuốc 3 quốc gia: Ấn Độ, Liên bang Nga và Ucraina. Liệu trình điều trị ngắn hạn đối với MDR-TB đã được chứng minh là có lợi với tỷ lệ điều trị thành công cao hơn.

## Dịch tễ học
Mọi quốc gia khảo sát đều báo cáo có các trường hợp mắc lao đa kháng thuốc. Lao đa kháng thuốc thường phát triển nhất trong quá trình điều trị bệnh lao, và nguyên nhân phổ biến nhất là do bác sĩ đưa ra phương pháp điều trị không phù hợp, hoặc bệnh nhân dùng thiếu liều hoặc không hoàn thành điều trị. Vì vi khuẩn lao đa kháng thuốc là nhưng mầm bệnh lây truyền qua không khí nên những người mắc bệnh lao phổi đang hoạt động do chủng đa kháng thuốc gây ra có thể truyền bệnh nếu họ ho khạc. Đợt bùng phát thành dịch các chủng lao đa kháng thuốc dễ xảy ra hơn ở những người có hệ thống miễn dịch yếu (ví dụ: bệnh nhân nhiễm HIV). Các đợt bùng phát thành dịch các chủng lao đa kháng thuốc ở những người khỏe mạnh không bị suy giảm miễn dịch vẫn có xảy ra, nhưng ít gặp hơn.

### Việt Nam
Năm 2013, WHO ước tính có khoảng 5.000 trường hợp lao đa kháng thuốc (MDR-TB) mắc mới tại Việt Nam. WHO hỗ trợ Việt Nam trong việc phát hiện bệnh lao trong cộng đồng một cách kịp thời và hỗ trợ điều trị cho cả lao nhạy cảm và lao kháng thuốc, trong đó hỗ trợ giới thiệu các phác đồ mới và các loại thuốc mới cho bệnh lao kháng thuốc để giúp bệnh nhân mắc các dạng lao kháng thuốc có cơ hội được chữa khỏi tốt hơn.